# Sidasodes colombiana
Sidasodes colombiana är en malvaväxtart som beskrevs av P.A. Fryxell och J. Fuertes. Sidasodes colombiana ingår i släktet Sidasodes och familjen malvaväxter. Inga underarter finns listade i Catalogue of Life.